# Ketchum Inc.
Die Ketchum Inc. ist eine internationale PR-Agentur mit Sitz in New York City und 130 Standorten weltweit in 70 Ländern. Das Unternehmen gehört zur Omnicom-Gruppe.

## Geschichte
Ketchum wurde 1923 in Pittsburgh von George Ketchum gegründet. Im folgenden Jahr firmierte das Unternehmen unter Ketchum, MacLeod & Grove. In den Anfangsjahren konzentriertere sich das Unternehmen auf Werbung, Öffentlichkeitsarbeit und Fundraising. Im Jahr 1996 erwarb Omnicom das Unternehmen und veräußerte 1999 die Werbesparte.
Im Jahr 2010 fusionierte Ketchum mit der Agentur Pleon, 2020 wurde Pleon wieder aus dem Unternehmensnamen gestrichen.

## Ketchum GmbH
Die deutsche Tochterfirma Ketchum GmbH hat ihren Sitz in Düsseldorf und unterhält weitere sechs Standorte. Sie betreut deutschlandweit rund 150 Kunden, darunter zahlreiche Unternehmen, die im DAX-50- oder im Euro-Stoxx-50-Index gelistet sind, sowie Ministerien und Non-Profit-Organisationen. Schwerpunkt sind datenbasierte PR-Strategien.
Das deutsche PR-Journal hat Ketchum (damals Ketchum Pleon) in den Jahren 2016 und 2017 als kreativste PR-Agentur Deutschlands ausgezeichnet.

## Zusammenarbeit mit der russischen Regierung
Im Jahr 2006 beauftragte Dmitri Peskow, der Pressesprecher von Präsident Wladimir Putin, Ketchum mit der Vorbereitung des G8-Gipfels in Sankt Petersburg, um Russlands Ruf im Westen zu verbessern, nachdem das staatlich kontrollierte Energieunternehmen Gazprom die Erdgaslieferungen an die Ukraine unterbrochen hatte (siehe dazu Russisch-ukrainischer Gasstreit). In den folgenden Jahren repräsentierte Ketchum die Russische Föderation unter anderem im Rahmen der G20, des Weltwirtschaftsforums und der Olympiade in Sotschi. Im September 2013 veröffentlichte Putin in der New York Times einen persönlichen Kommentar bzw. ein Op-Ed im Zusammenhang mit dem Bürgerkrieg in Syrien. Der Vertrag zur Zusammenarbeit zwischen der russischen Regierung und Ketchum endete im März 2015.

## Auszeichnungen
Im Jahr 2017 war die weltweite Ketchum-Gruppe mit 26 Cannes-Löwen die bis dahin erfolgreichste PR-Agentur beim Cannes Festival Beim Cannes Festival 2018 konnte das Unternehmen sogar 30 Löwen gewinnen. Bei der Verleihung im Jahr 2021 konnte Ketchum erneut 26 Cannes-Löwen gewinnen.